# فهرست قنات‌های شهرستان ارومیه
جدول زیر براساس آمار وزارت جهاد کشاورزی تهیه شده‌است. فهرست زیر قنات‌های شهرستان ارومیه در استان آذربایجان غربی را نشان می‌دهد.
| نام قنات  | موقعیت                         | نزدیک‌ترین روستا | طول قنات (متر) | تعداد میله چاه | عمق مادر چاه | دبی (لیتر بر ثانیه) | سطح زیر کشت (هکتار) |
| --------- | ------------------------------ | --------------- | -------------- | -------------- | ------------ | ------------------- | ------------------- |
| حسین‌آباد  | بخشی نامعلوم در شهرستان ارومیه | نامعلوم         | ۷۵۰            | ۰              | ۰            | ۱۲                  | ۱۰۰                 |
| سلطان‌آباد | بخشی نامعلوم در شهرستان ارومیه | سلطان‌آباد       | ۴۵۰            | ۰              | ۰            | ۱۵                  | ۱۳۰                 |
| علی سگر   | بخشی نامعلوم در شهرستان ارومیه | نامعلوم         | ۱۰۰۰           | ۰              | ۰            | ۱۲                  | ۱۲۰                 |
| قره آقاج  | بخشی نامعلوم در شهرستان ارومیه | نامعلوم         | ۲۵۰            | ۰              | ۰            | ۴                   | ۲۰۰                 |
| قیطالو    | بخشی نامعلوم در شهرستان ارومیه | قیطالو          | ۷۰۰            | ۰              | ۰            | ۷                   | ۱۵۰                 |
| نجف‌آباد   | بخشی نامعلوم در شهرستان ارومیه | نجف‌آباد         | ۱۵۰۰           | ۰              | ۰            | ۷                   | ۱۱۰                 |